# Acraea horta

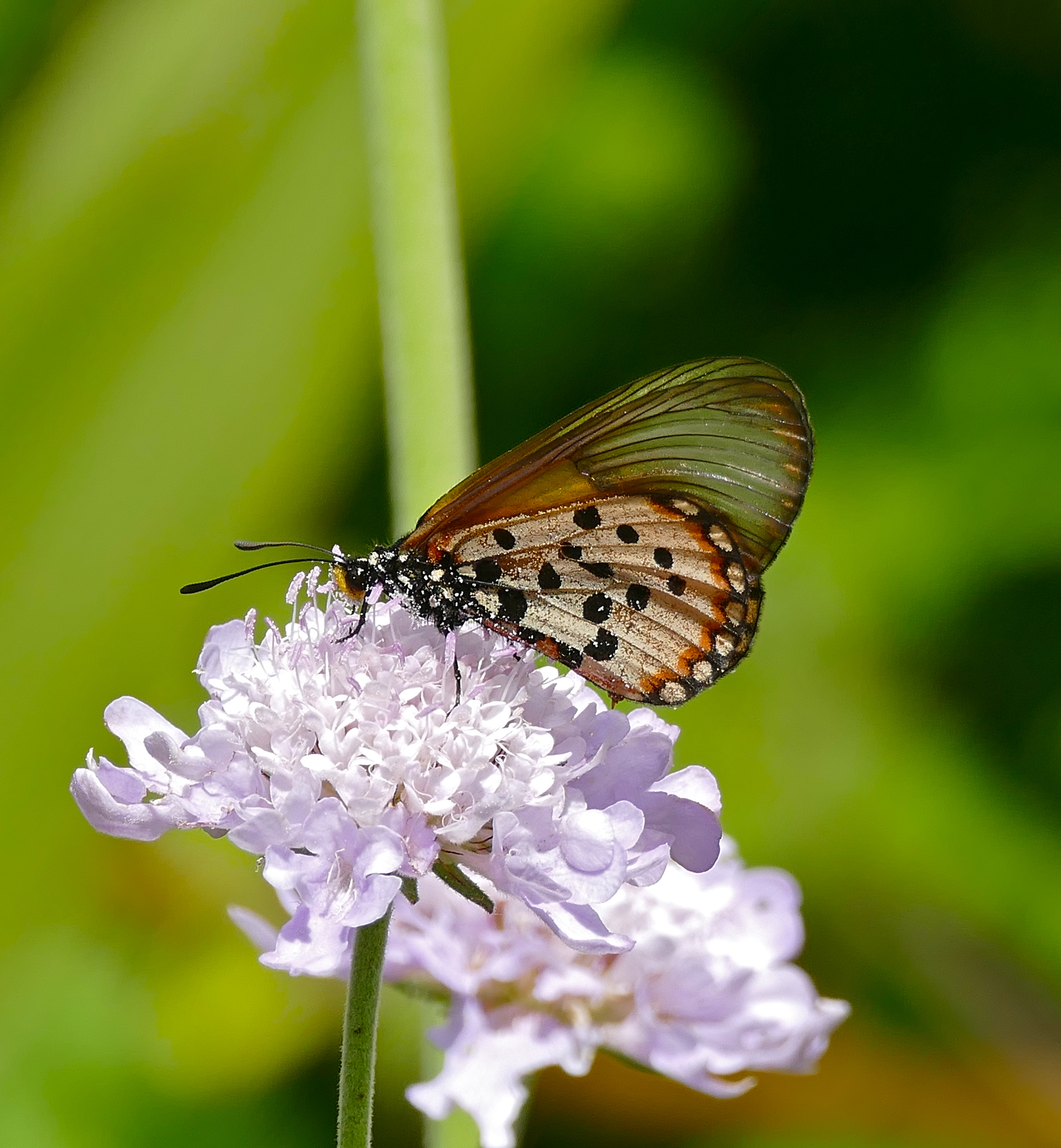
Flügelunterseite

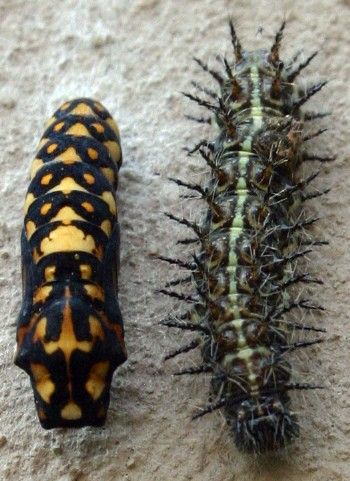
Puppe und Raupe

Acraea horta ist ein in Afrika vorkommender Schmetterling (Tagfalter) aus der Familie der Edelfalter (Nymphalidae).

## Merkmale

### Falter
Die Flügelspannweite der Falter beträgt 45 bis 50 Millimeter bei den Männchen und 49 bis 53 Millimeter bei den Weibchen. Bei beiden Geschlechtern haben die Flügel eine orange Grundfarbe. Auf der Vorderflügeloberseite ist der Bereich zwischen Außenrand und Diskalregion durchscheinend. Die fast zeichnungslosen Vorderflügel zeigen einen sichelförmigen schwarzen Diskoidalfleck.  Auf der Hinterflügeloberseite heben sich mehrere kleine schwarze Flecke ab, die auf der gelbbraunen Unterseite verstärkt erscheinen. Kopf und Thorax sind schwarz. Vom dunklen Hinterleib hebt sich zu jeder Seite eine Reihe orangegelber Flecke ab.

### Raupe
Ausgewachsene Raupen haben eine dunkelgrüne Grundfarbe, eine hellgrüne Rückenlinie und sind auf jedem Körpersegment mit vier schwarzen, jeweils vier stachelig verzweigte Dornen ausgestattet ist. Die Kopfkapsel ist schwarz.

### Puppe
Die Puppe ist als Stürzpuppe ausgebildet, schwarzbraun gefärbt und zeigt ein auffälliges Muster aus hellgelben Flecken und orangegelben Punkten.

### Ähnliche Arten
Die Falter von Acraea neobule zeigen ebenfalls durchscheinende Vorderflügelregionen, unterscheiden sich jedoch von Acraea horta durch ein kräftiges schwarzes Saumband auf der Hinterflügeloberseite.

## Verbreitung und Lebensraum

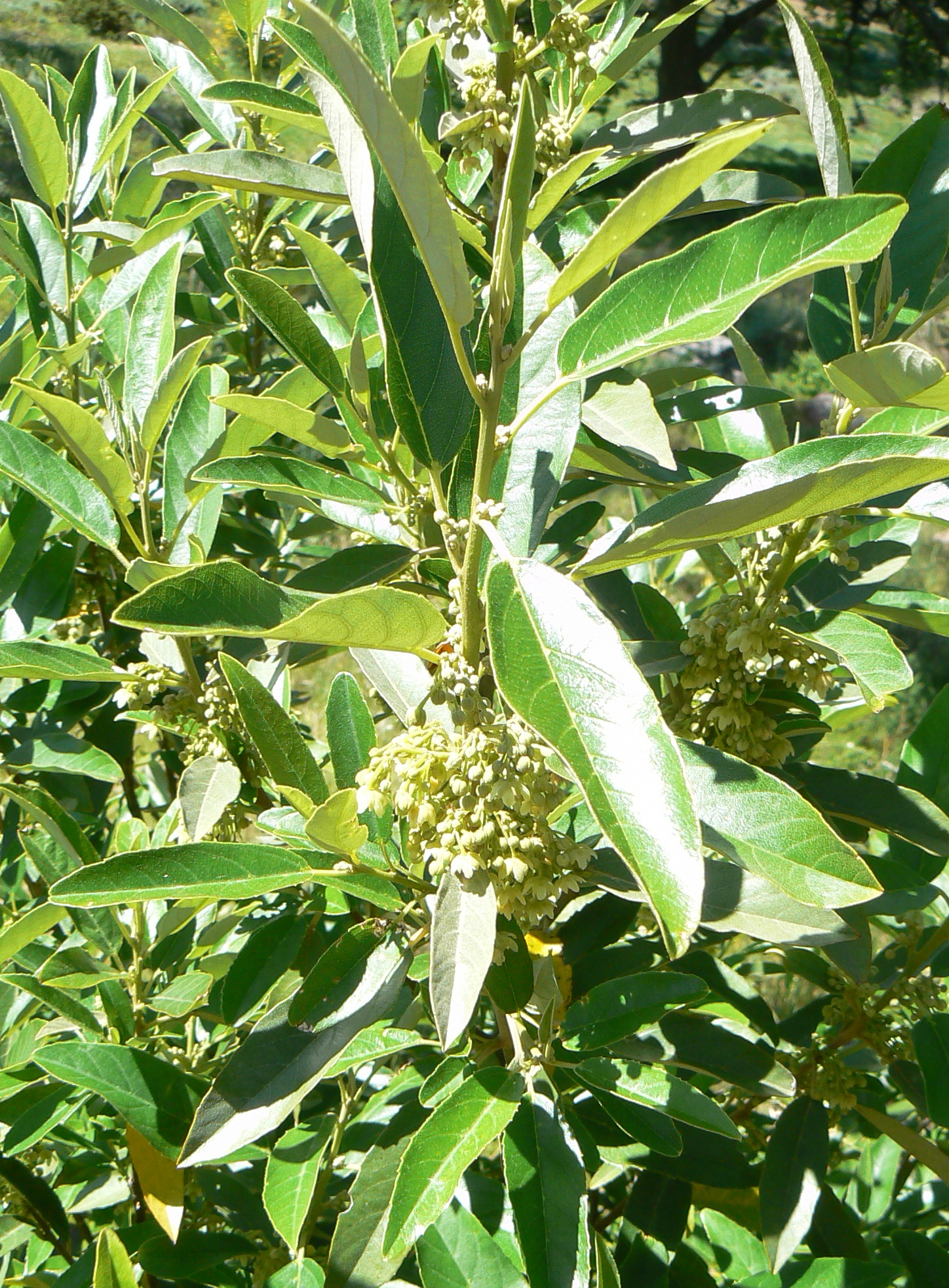
Kiggelaria africana, eine Raupennahrung

Acraea horta kommt im Süden und Südosten Afrikas verbreitet vor. Die Art besiedelt bevorzugt feuchte Wälder, Waldränder und Gärten.

## Lebensweise
Die Falter fliegen das ganze Jahr hindurch. Am zahlreichsten treten sie zwischen Oktober und April auf. Sie saugen gerne an Blüten, um Nektar aufzunehmen. Die Eier werden in Spiegeln von ca. 40 (maximal 150) Stück auf den Blättern der Wirtspflanze abgelegt. Nach etwa neun Tagen schlüpfen die jungen Raupen, die zunächst gesellig leben. Mit fortschreitender Entwicklung trennen sie sich und leben dann einzeln. Die Raupen ernähren sich in erster Linie von den Blättern von Kiggelaria africana, gelegentlich auch von Passionsblumengewächsen (Passifloraceae).